# Monorriel de Moscú

Recorrido del monorail

El Monorriel de Moscú (en ruso: Московский монорельс, transl.: Moskovskiy Monorels) es la línea de monorriel  o monorraíl localizada en el distrito Administrativo del Noreste, en Moscú. Con una extensión de 4,7 km recorre el trayecto desde Timiryazevskaya (Línea 9 de Metro) a Ulitsa Sergeya Eisensteina. La línea dispone de seis estaciones. El monorriel finalmente fue clausurado el 28 de junio de 2025.

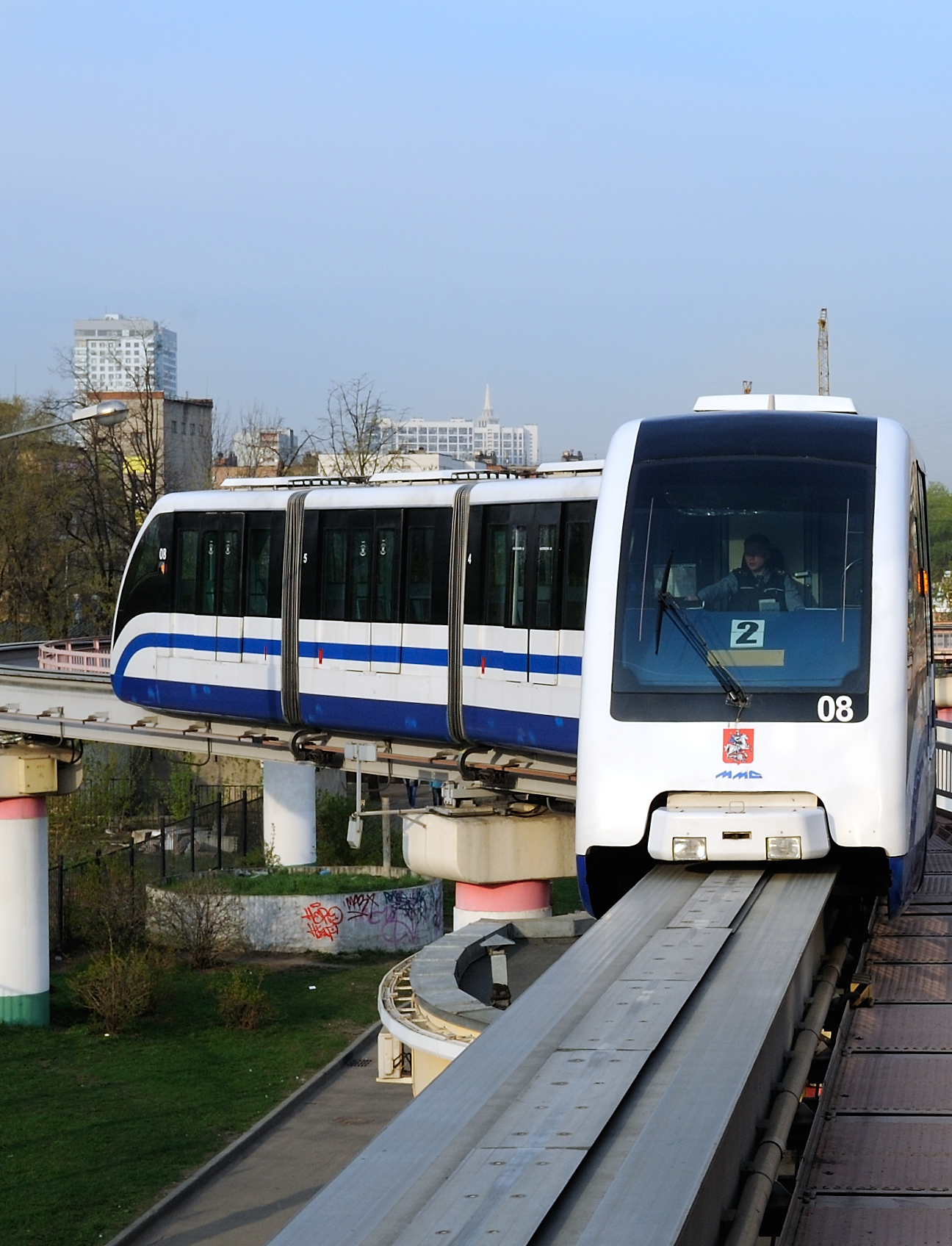
Monorriel en la Estación Timiryazevskaya

## Historia

### Coste
El proyecto para la construcción del monorail empezó en 1998 por parte de compañías rusas sin experiencia previa en el sector. Las obras tuvieron un coste de 6.335.510.000 rublos (240 millones de dólares).

### Servicio

Trayecto de la Línea del Monorriel de Moscú, del Metro de Moscú

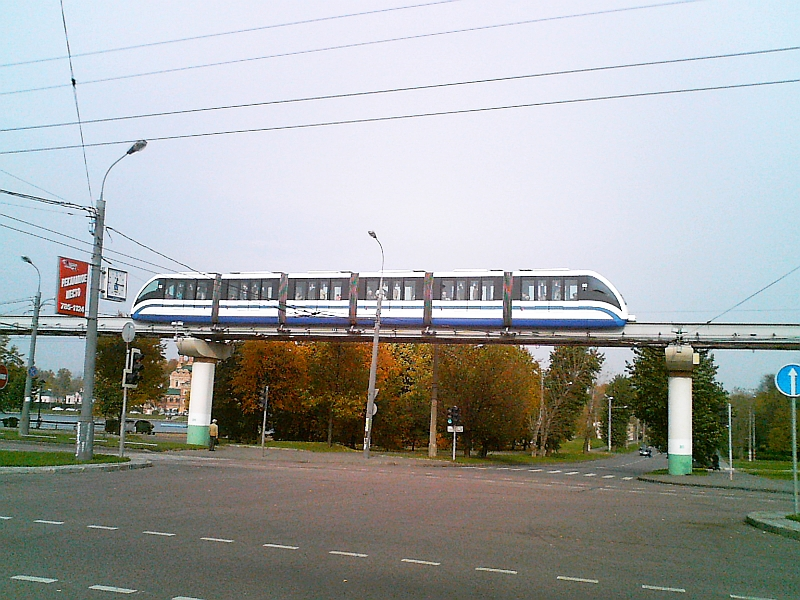
Tren por la zona de Ostankino

El 20 de noviembre de 2004 entró en servicio a "modo de excursión" y el 10 de enero de 2008 a "modo de transporte". A raíz fue ampliándose el servicio. Los precios del billete, de 50 rublos en un principio, fueron posteriormente de 19, acorde con la tarifa estándar en el transporte rápido moscovita en aquel entonces. Sin embargo no se aplicó los billetes multiviajes.
En abril de 2012, desde Transporte anunciaron que el servicio de monorail sería desmantelado en un futuro por "no ser rentable", sin embargo, en octubre del mismo año, el vicealcalde de Moscú descartó tal posibilidad debido a la falta de transporte público y el tráfico de la ciudad, en especial en aquella área.
A partir del 1 de enero de 2013, todos los billetes del metro pasaron a ser válidas para el monorail, y en 2016 la línea fue incorporada a la red metropolitana como Línea 13.